# Fiat-Revelli Mod. 1914
La Fiat-Revelli Mod.1914 (o solo Fiat Mod. 14) è stata una mitragliatrice pesante, adottata dal Regio Esercito italiano nella prima guerra mondiale. Fu in assoluto l'arma automatica più usata nella Grande Guerra.

## Storia

Sezione mitragliatrici Fiat Mod. 14 dello Squadrone "Penne di falco" del Regio corpo truppe coloniali d'Eritrea

Il progetto dell'arma risale al 1910 quando Abiel Revelli realizzò il primo prototipo. Il prototipo fu presentato ad un bando indetto dal Regio Esercito, che però fu vinto dalla Maxim. Nel giugno 1913 a Nettuno lo Stato Maggiore dell'Esercito testò di nuovo l'arma ritenendola stavolta rispondente ai requisiti; tuttavia il buon risultato non si concretizzò in un ordine a causa dell'inconveniente di dover addestrare i mitraglieri su due modelli diversi. A causa del ritardo nelle consegne delle 920 Maxim ordinate (delle quali solo 609 consegnate), nel novembre 1914 lo Stato Maggiore dell'esercito rivalutò per la terza volta la mitragliatrice Fiat, che venne finalmente ordinata, divenendo la mitragliatrice standard della Grande Guerra, molto più diffusa delle Maxim e delle Saint-Étienne Mle 1907. Fu prodotta infatti in 37 500 pezzi dalla Società Metallurgica Bresciana e 10 000 dalla Fiat, fino a circa il 1920. La prima consegna avvenne il 10 maggio 1915. L'arma fu distribuita all'arma di cavalleria e a quella di fanteria, sia alle compagnie mitraglieri di battaglione sia ai battaglioni mitraglieri. La Fiat produsse la Fiat Mod. 14 tipo Aviazione, che equipaggiò molti tipi di bombardiere. Venne prevista anche l'installazione contraerea, con il "sostegno contraereo tipo Valente" .
Alla prova sul campo di battaglia, anche in condizioni climatiche ed operative estreme, l'arma si rivelò robusta, la meccanica rustica e la balistica adeguata. Di contro, risultava troppo pesante, soprattutto a causa del sistema di raffreddamento ad acqua. 
Impiegata negli anni venti e trenta nella cosiddetta riconquista della Libia, la Mod. 14 era ancora la mitragliatrice standard italiana durante la guerra di Spagna e quella d'Etiopia. Tuttavia, alla luce delle nuove dottrine operative, si andavano evidenziando i limiti di questa arma, legati soprattutto al peso eccessivo ed al sistema di alimentazione poco affidabile. Non di meno, il calibro da 6,5 mm, pur garantendo la standardizzazione con quello dei fucili Carcano Mod. 91 (con ovvie ricadute positive sulla catena degli approvvigionamenti), si dimostrava troppo poco prestante sui nuovi e dinamici campi di battaglia. Il Regio Esercito, mentre quindi avviava l'acquisizione della nuova Breda Mod. 37 in calibro 8 mm, pensò di sfruttare le numerosissime Mod. 14 ancora disponibili riconvertendole al nuovo calibro e modificandone gli aspetti che avevano mostrato le maggiori criticità. Nel 1935 iniziò così la modifica delle armi nel nuovo modello Fiat Mod. 14/35 in 8 mm, con raffreddamento ad aria ed alimentazione a nastro. Le prime armi così modificate equipaggiarono i carri armati e poi via via la fanteria. Comunque la trasformazione nel 1940 non era ancora terminata, cosicché alcuni reggimenti entrarono in guerra ancora equipaggiati con la Mod. 14 originale.
Oltre che come arma campale, la Fiat Mod. 14 armava le autoblindo Lancia 1Z ed i due carri pesanti Fiat 2000. Nonostante fosse stata sviluppata la Fiat Mod. 14 tipo Aviazione raffreddata ad aria, la versione standard raffreddata ad acqua venne comunque impiegata in installazioni antiaeree di circostanza e sui dirigibili.

## Caratteristiche
L'arma impiega lo stesso sistema a corto rinculo di canna della Glisenti mod.1910. Al momento dell'esplosione del colpo, canna ed otturatore rinculano insieme per un breve tratto; la canna viene arrestata e rimessa in batteria dalla sua molla, mentre l'otturatore continua la corsa retrograda estraendo il bossolo spento. Quando l'otturatore ha dissipato l'energia del rinculo, un sistema di bracci e molla lo riporta in avanti, inserendo una nuova cartuccia estratta. Il sistema di alimentazione è costituito da un caricatore a cassetta da 10 scomparti con 5 cartucce ciascuno. Il caricatore è inserito dal lato sinistro nel castello e quando uno scomparto si svuota, un nottolino azionato dal rinculo della canna fa scorrere lateralmente il caricatore, allineando lo scomparto successivo. Lo sparo avviene con percussore lanciato. Gli organi di mira sono costituiti da alzo con cursore sul castello e mirino sul manicotto serbatoio. Un selettore di tiro a tre posizioni permette la selezione tra la sicura, il tiro intermittente e la raffica libera. La canna è raffreddata ad acqua; il manicotto di raffreddamento esiste in due versioni, uno liscio ed uno ondulato con nervature di irrigidimento che aumentavano la dissipazione del calore. Il manicotto è collegato con due tubi ad un bidone con pompa azionata a mano che permetteva il ricircolo dell'acqua. Il treppiede, con gambe anteriori pieghevoli, ha un settore di tiro di 22° ed una elevazione da -35° a +25°. Il ginocchiello è regolabile alle altezze di 650, 550 e 450 mm.